# Manuel Toribio Ureta
Manuel Toribio Ureta Pacheco (Arequipa, 26 de abril de 1813 - Lima, 10 de agosto de 1875) fue un abogado, político y magistrado peruano. En el plano político fue partidario del liberalismo. Se sumó a la revolución de 1854 que encabezó Ramón Castilla, y fue el redactor y refrendador del histórico decreto de la abolición de la esclavitud, el 5 de diciembre de 1854. Fue ministro de Relaciones Exteriores e Instrucción Pública en 1855 y cinco veces presidente de la Convención Nacional (Congreso Constituyente) entre 1856 y 1857. Como magistrado fue fiscal de la Corte Suprema. Postuló a la presidencia de la República en dos ocasiones: en 1868 y en 1871, sin éxito. 
«Perteneció a una brillante generación de juristas que confiaban en la eficacia de la ley para encauzar la vida nacional y para superar los esporádicos desbordes de violencia» (Alberto Tauro del Pino).

## Biografía

### Estudios y carrera profesional
Fue hijo de Mariano José Ureta y Rivero e Isabel Pacheco y Rojas. Estudió en el Seminario de San Jerónimo y en el Colegio Nacional de la Independencia Americana.
Estudió Jurisprudencia en la Universidad Nacional de San Agustín de Arequipa y se graduó de bachiller y doctor. En 1833 se recibió como abogado ante la Corte Superior de Arequipa.
Sucesivamente fue agente fiscal (1836) y secretario de la prefectura de Arequipa (1838). Fue incorporado a la Academia Lauretana de Ciencias y Artes. Simultáneamente, se dedicó a la docencia en la Universidad San Agustín.
Fue vocal de la Corte Superior de Justicia de Arequipa, llegando a ser su presidente (1835 y 1836).

### Partidario de Vivanco
Si bien durante su primera juventud participó en conspiraciones y alzamientos, muy recurrentes en los inicios del Perú republicano, su vida política activa empezó en 1841, cuando apoyó la revolución regeneracionista del coronel Manuel Ignacio de Vivanco. Debelada dicha rebelión, pasó a Bolivia.
Tras la derrota y muerte del presidente Agustín Gamarra en la batalla de Ingavi, regresó al Perú. Involucrado en una nueva rebelión de Vivanco en 1843, fue enviado al destierro a Chile, pero estando en ese rumbo, logró desembarcar en Ilo (puerto de la costa arequipeña).
Triunfante Vivanco e inaugurado su gobierno del Directorio, fue nombrado oficial mayor del Ministerio de Hacienda. Luego viajó a Bolivia como encargado de negocios, pero regresó a Arequipa luego que una revolución constitucional pusiera fin al gobierno de Vivanco.
En Arequipa se consagró nuevamente a su profesión de abogado, adquiriendo reputación por sus hábiles defensas.

### Diputado y rector universitario
En 1849 fue elegido diputado por la provincia de La Unión, siendo reelegido en 1851 y en 1853. Formó parte de la comisión encargada de revisar los proyectos de Código Civil y de Enjuiciamiento en Materia Civil. Destacó como orador parlamentario, luchando incansablemente en defensa de las libertades y garantías.
Fue también rector de la Universidad Nacional de San Agustín de Arequipa, en 1852.

### Revolucionario liberal

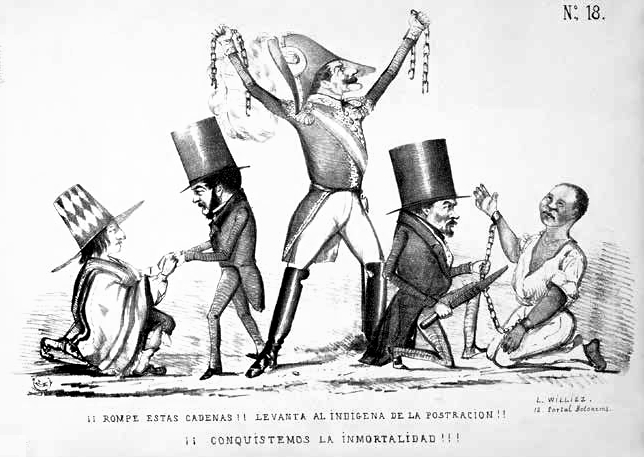
Caricatura en la que el presidente Ramón Castilla aparece como redentor de la población indígena y de los esclavos negros. A la izquierda, Manuel Toribio Ureta corta las cadenas a un esclavo y a la derecha Pedro Gálvez estrecha las manos de un indio.

En 1854 pasó a Guayaquil, tras ser involucrado en la conspiración de Domingo Elías contra el gobierno del general José Rufino Echenique. Pero al poco tiempo volvió y desembarcó en Pisco disfrazado de cargador. Se sumó a la revolución liberal de 1854 encabezada por Ramón Castilla, y logró que el general Miguel de San Román uniera sus fuerzas a las de dicho caudillo.
Ureta siguió hasta Huancayo al ejército revolucionario, donde fue nombrado por Castilla como ministro de Culto, Justicia, Hacienda y Beneficencia, mientras que otro líder liberal, Pedro Gálvez, lo era de Gobierno, Relaciones Exteriores, Guerra y Marina. Fue en esa ocasión cuando redactó y refrendó el histórico decreto por el cual quedó abolida la esclavitud, el 5 de diciembre de 1854.

### Ministro de Relaciones Exteriores e Instrucción Pública
Tras el triunfo de la revolución y el ascenso de Castilla al poder, fue nombrado ministro de Relaciones Exteriores e Instrucción Pública, cargo que ejerció de enero a noviembre de 1855. Reorganizó la educación pública y refrendó el decreto del Reglamento de Instrucción Pública, el 7 de abril de 1855, reglamento que estuvo en vigencia hasta 1876.

### Diputado y presidente de la Convención Nacional
Fue elegido diputado por Arequipa a la Convención Nacional (Congreso Constituyente) de 1855, pero su elección quedó sin efecto al ser nombrado fiscal de la Corte Suprema. Pero en agosto de 1856 se incorporó a la Convención como diputado suplente por el Callao, siendo elevado a la presidencia en cinco periodos: noviembre-diciembre de 1856, febrero-marzo de 1857 y noviembre del mismo año, que no completó, pues tuvo que afrontar la disolución del congreso, luego que el recinto legislativo fuera asaltado por una tropa al mando del teniente coronel Pablo Arguedas, el 2 de noviembre de 1857. Ureta reclamó por este atropello y exigió una reparación. Como respuesta, sufrió la persecución del gobierno de Castilla, y acabó por ser desterrado a Chile.

### Fiscal de la Corte Suprema
En 1862, inaugurado el gobierno conciliador del general Miguel de San Román, que dio un amnistía a los perseguidos políticos, regresó al Perúy se consagró al ejercicio de su profesión.
El 31 de diciembre de 1863 se casó con Rosalía Químper Caballero de las Llamosas (hermana de José María Químper), en la parroquia de San Sebastián de Lima.
En 1866 reasumió su función de fiscal de la Corte Suprema.

### Candidato presidencial en 1868
En 1868 presentó su candidatura presidencial, enarbolando la bandera contra el militarismo que representaba su rival, el coronel José Balta. Se le atribuyó entonces una publicación hecha bajo la firma de Cayo Graco, donde defendía la opción civil. Cayo Graco rendía homenaje al Ejército como elemento importante de la defensa interna y externa, pero pedía alternabilidad en el acceso a la presidencia, recordando los abusos que cometieron algunos militares encumbrados en el poder. Apoyado mayormente por jóvenes, Ureta impulsaba el liberalismo, como en sus viejos tiempos de parlamentario, aunque ya no con la energía de entonces. Las elecciones, realizadas por intermedio de los Colegios Electorales, dieron por triunfador a Balta.

### Candidato presidencial en 1871-1872
En 1871, ya finalizando el gobierno de Balta, Ureta se presentó nuevamente como candidato presidencial, representando al liberalismo. Pero en esta ocasión, el más conspicuo representante del antimilitarismo era Manuel Pardo, que acababa de fundar el  Partido Civil. A diferencia de su animoso rival, Ureta hizo una campaña más reposada, contando con el apoyo del diario La República, en el que eventualmente colaboró.
Se cuenta la anécdota de que Balta convocó a los tres candidatos principales (Pardo, Ureta y Echenique) a una reunión en Palacio, en vista de la violencia con que se había teñido la campaña electoral. En cierto momento, Pardo se levantó del asiento, y de casualidad se le cayó el revólver que llevaba oculto. Balta se irritó con Pardo por su desconfianza al venir armado, pero Echenique defendió a Pardo, diciendo que él también portaba un arma, como protección cuando andaba por las calles. Por su parte, Ureta dijo que él no llevaba ni un alfiler, ya que su arma era la ley.
La candidatura de Ureta no prosperó ante la arrolladora popularidad de Pardo, que ganó las elecciones. Ocurridos los espantosos sucesos protagonizados por los hermanos Gutiérrez, Ureta viajó a Europa. Retornó al Perú en 1873 y no volvió a intervenir en política.
Ureta falleció en 1875. En su memoria pronunciaron discursos Melchor Vidaurre, presidente de la Corte Suprema, Francisco García Calderón, el diputado Juan Luna y Enrique Elmore.
| Predecesor: José Luis Gómez Sánchez | Ministro de Relaciones Exteriores e Instrucción Pública del Perú 5 de enero de 1855-6 de septiembre de 1855 | Sucesor: Francisco Quirós y Ampudia |

| Predecesor: Miguel de San Román        | Presidente de la Convención Nacional del Perú 1 de noviembre de 1856-31 de diciembre de 1856 | Sucesor: José Gálvez Egúsquiza                             |
| Predecesor: José Gálvez Egúsquiza      | Presidente de la Convención Nacional del Perú 1 de febrero de 1857-31 de marzo de 1857       | Sucesor: José Gálvez Egúsquiza                             |
| Predecesor: Francisco Quirós y Ampudia | Presidente de la Convención Nacional del Perú 1 de noviembre de 1857-2 de noviembre de 1857  | Sucesor: José Miguel Medina (Pdte. del Congreso Ordinario) |